# Belle-Isle-en-Terre

Belle-Isle-en-Terre este o comună în departamentul  Côtes-d'Armor, Franța. În 1 ianuarie 2022 avea o populație de 1.031 de locuitori.